# Bestorpasjön
Bestorpasjön är en sjö i Värnamo kommun i Småland och ingår i Lagans huvudavrinningsområde. Sjön är 9,8 meter djup, har en yta på 0,449 kvadratkilometer och är belägen 173 meter över havet. Sjön avvattnas av vattendraget Lillån. Vid provfiske har abborre, gers, gädda och mört fångats i sjön.

## Delavrinningsområde
Bestorpasjön ingår i det delavrinningsområde (633540-138478) som SMHI kallar för Utloppet av Källundasjön. Avrinningsområdets medelhöjd är 182 meter över havet och ytan är 16,09 kvadratkilometer. Det finns inga delavrinningsområden uppströms utan avrinningsområdet är högsta punkten. Lillån som avvattnar avrinningsområdet har biflödesordning 3, vilket innebär att vattnet flödar genom totalt 3 vattendrag innan det når havet efter 166 kilometer. Delavrinningsområdet består mestadels av skog (72 procent) och jordbruk (10 procent). Avrinningsområdet har 1,45 kvadratkilometer vattenytor vilket ger det en sjöprocent på 9 procent.